# Nippon BS Broadcasting
Nippon BS Broadcasting Corporation (日本BS放送株式会社?, Nippon Bīesu Hōsō Kabushiki Gaisha) è un'emittente televisiva privata satellitare con sede a Kanda (Tokyo). È una stazione televisiva indipendente controllata dalla Bic Camera. Il suo canale si chiamava BS11 Digital, cambiato dal 31 marzo 2011 in poi in BS11 (BS Eleven). La società fu fondata il 23 agosto 1999 col nome Nippon BS Broadcasting Kikaku (日本BS放送企画株式会社?, Nippon Bīesu Hōsō Kikaku Kabushiki Kaisha), che fu poi sostituito con l'attuale Nippon BS Broadcasting il 28 febbraio 2007. La rete ha iniziato a trasmettere anche programmi in alta definizione a partire dal 1º dicembre 2007.
BS11 dà la priorità a notiziari, serie televisive anime e programmi in 3D.